# Miklós Sugár
Dans le nom hongrois Sugár Miklós, le nom de famille précède le prénom, mais cet article utilise l’ordre habituel en français Miklós Sugár, où le prénom précède le nom.
Miklós Sugár (né le 2 juillet 1952) à Budapest est un chef d'orchestre, professeur de musique et compositeur hongrois.
Il est le fils du compositeur Rezső Sugár. 
Il  a étudié à l’Université de musique Franz-Liszt avec Korodi Andrásné et Emilnél Petrovich.
Après avoir terminé ses études, de 1978 à 1984, il a la responsabilité de chef d’orchestre  de l’ensemble  d’art de l’orchestre symphonique de l’Armée. En 1978, il a également pris un poste d'enseignant au Théâtre et  à  l’académie du film de  Budapest, où il a travaillé jusqu'en 1991. De 1984 à 1988, il a dirigé l'Orchestre symphonique Békéscsabai et de 1988 à 1990, travaillé comme rédacteur pour le département de musique de la radio hongroise. En 1991, il a pris le poste de direction de l'orchestre philharmonique national. La même année, il a cofondé EAR, un ensemble de musique  électro-acoustique contemporain. Entre 1991 et 1999, il a travaillé avec l'Orchestre symphonique d’Alba Regia.
De 1979 à 1987, Miklós Sugár a été membre de l'Association des jeunes compositeurs  hongrois ,.

## Source
- (en) Cet article est partiellement ou en totalité issu de l’article de Wikipédia en anglais intitulé « Miklós Sugár » (voir la liste des auteurs).